# MX (brazilská hudební skupina)
MX je brazilská thrash/groove metalová kapela založená v roce 1985 ve městě Santo André ve spolkovém státě São Paulo. Původní sestava byla: zpěvák Beraldo, baskytarista Yuri Konopinski, kytaristé Alexandre "Morto" a Décio Frignani a bubeník Alexandre Cunha. Název je odvozen od americké mezikontinentální balistické střely MX (LGM-118 Peacekeeper).
Debutové studiové album s názvem Simoniacal bylo vydáno v roce 1988. 

## Diskografie
Dema
- The Carrion of Religion (1986)
- Fighting for the Bastards (1987)
- Demo Tape #1 (1987)
- Demo Tape #2 (1987)
- Demo 88 (1988)

Studiová alba
- Simoniacal (1987)[1]
- Mental Slavery (1990)
- Again... (1997)
- The Last File (2000)
- Re-Lapse (2014)
- A Circus Called Brazil (2018)

Živá alba
- MX no Estúdio Showlivre (2016)

Various Artists kompilace
- Headthrashers Live (1987) – společně s brazilskými kapelami Necromancia, Cova a Blasphemer[1]